# Кирхвегер, Эрнст
Эрнст Кирхвегер (нем. Ernst Kirchweger; 12 января 1898, Вена — 2 апреля 1965, Вена) — австрийский общественный и политический деятель.
Скончался в 1965 году после удара, полученного во время демонстрации против профессора Тараса Бородайкевича, сторонника нацизма и антисемитизма, продвигавшего свои идеи во время лекций в учебных заведениях. В общественном сознании Кирхвегер считается «первой жертвой политического насилия в Австрии после 1945 года».

## Биография
Эрнст Кирхвегер родился в 1898 году в Вене. Его отец придерживался социал-демократических взглядов, работал помощником перчаточника, а позднее — секретарём профсоюзной организации в этой индустрии, несколько раз баллотировался в Ландтаг Нижней Австрии. После окончания школы Эрнст Кирхвегер с 1912 по 1915 годы изучал аптекарское дело. С юных лет являлся членом организации «Друзья детей», в 1916 году вступил в ряды Социал-демократической партии Австрии (СДПА).
В 1916 году, во время Первой мировой войны, был призван в военно-морские силы Австро-Венгрии, в составе которых служил на судах в Адриатическом море. В конце 1918 года вернулся в Вену и сразу же стал активным участником районного комитета СДПА в Дёблинге. Когда в марте 1919 года в Будапеште была провозглашена Венгерская советская республика, Кирхвегер отправился сражаться в рядах недавно созданной Красной Армии в её борьбе с внутренней и внешней контрреволюцией. Участвовал в боях против чехов под Кошице и против румынских оккупантов и подразделений Королевской венгерской армии на реке Тиса.
После поражения Венгерской советской республики в конце августа 1919 года вернулся в Вену, где работал клерком в рабочей потребительской кооперации. С 1922 года был сотрудником Австрийской ассоциации поселенцев и садоводов, основанной годом ранее и близкой к идеям социал-демократии. С октября 1925 года по февраль 1937 года работал служащим муниципалитета Вены, в частности кондуктором городских трамваев. До февраля 1934 года (когда были запрещены социал-демократические организации и объединения) был постоянным доверенным лицом и редакционным сотрудником Свободной профсоюзной ассоциации работников торговли и транспорта..
В феврале 1934 года после запрета в стране социал-демократического движения Кирхвегер вступил в подпольную Коммунистическую партию Австрии, членом и функционером которой оставался до конца своей жизни. В годы австрофашизма принимал активное участие в запрещённых профсоюзных движениях, в частности, организовал и возглавил профессиональную группу трамвайщиков.

## Гибель
31 марта 1965 года в центре Вены прошла демонстрация «Антифашистского студенческого комитета» и бывших бойцов сопротивления против профессора Тараса Бородайкевича, сохранявшего нацистские и антисемитские взгляды даже после 1945 года. Кирхвегер также принял участие в этой демонстрации протеста. Сторонники взглядов Бородайкевича организовали контрдемонстрацию, что привело к столкновениям. 67-летний Кирхвегер был настолько сильно избит перед отелем «Sacher», что скончался от полученных травм два дня спустя. Правые круги пытались переложить вину с ультраправых экстремистов на левых. 
Однако виновник был идентифицирован уже несколько дней спустя. Им оказался студент-химик Гюнтер Кюмель— правый экстремист, член студенческого крыла Австрийской партии свободы. Он с 1958 года уже привлекал к себе внимание различными правоэкстремистскими акциями. В 1961 году он совершил нападение с зажигательной бомбой на офис Alitalia и участвовал в ночном нападении на здание австрийского парламента, во время которого террористы стреляли по зданию из пистолетов. В 1962 году за это его приговорили к десяти месяцам тюрьмы. 3 апреля 1965 года Кюмель был арестован. 6 июля 1965 года ему было предъявлено обвинение в непредумышленном убийстве. 25 октября 1965 года суд приговорил Кюмеля к десяти месяцам строгого ареста за превышение пределов самообороны. Принимая во внимание время, проведённое им под стражей, Кюмель был освобождён 8 февраля 1966 года. 

## Память

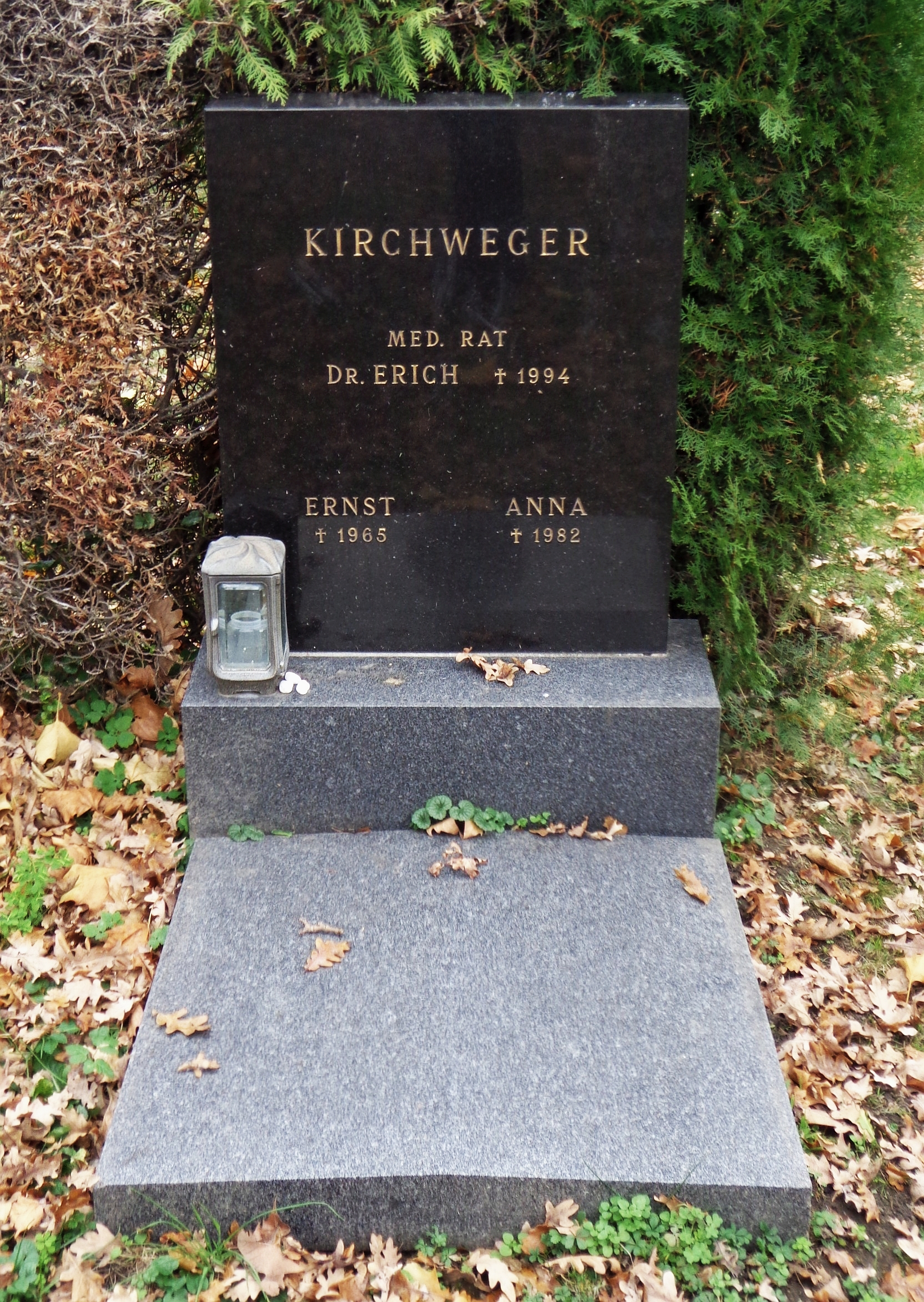
Место первоначального захоронения урны с прахом Эрнста Кирхвегера на Центральном кладбище

Состоявшиеся 8 апреля 1965 года похороны Эрнста Кирхвегера стали крупнейшим антифашистским митингом в стране с 1945 года: в марше молчания, прошедшем по Рингштрасе от площади Хельденплац до площади Шварценбергплац, приняли участие более 25 000 человек. Кирхвегер был кремирован, а урна с его прахом захоронена на Центральном кладбище Вены. В 2005 году урна была перемещена в семейную могилу на Хитцингском кладбище. На месте первоначального погребения активиста в 2019 году был установлен памятный камень, а сама могила получила статус почётной.
Одно из построенных в 1979—1981 годах на улице Зоннвендгассе в 10-м районе Вены муниципальных зданий в ноябре 1989 года получило название «Эрнст-Кирхвегер-Хоф» (нем. Ernst-Kirchweger-Hof). В 1990 году пустующее здание, расположенное в 10-м районе на улице Виландгассе и с 1945 года принадлежавшее Коммунистической партии Австрии, было захвачено левыми активистами и переименовано в «Эрнст-Кирхвегер-Хаус» (нем. Ernst-Kirchweger-Haus); в настоящее время в нём располагается самоуправляемый общественный центр.

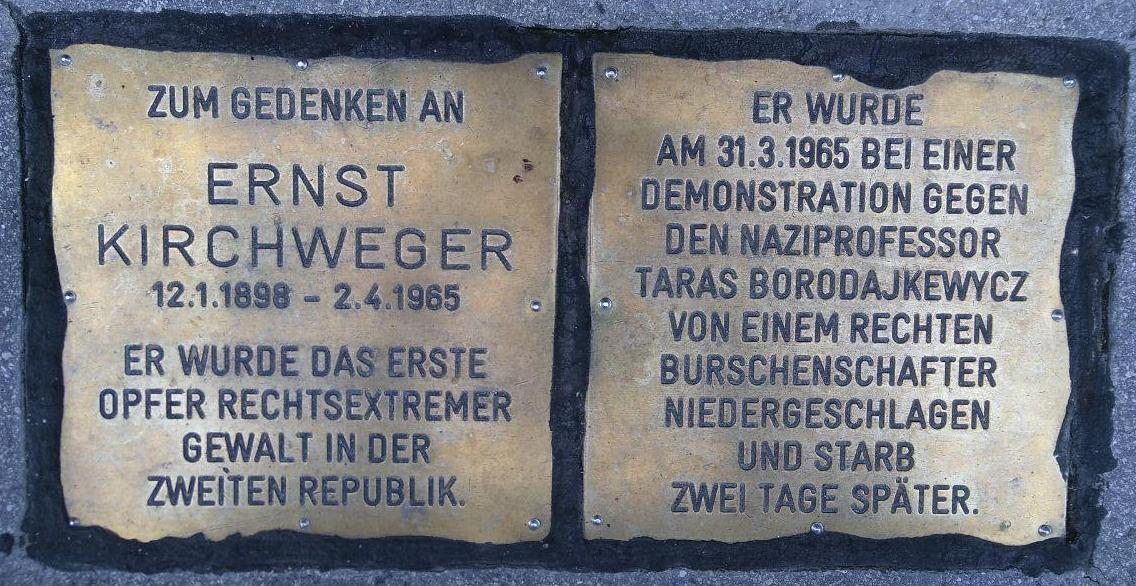
Таблички в память об Эрнсте Кирхвегере возле места, где он получил смертельный удар

31 марта 2015 года на стене расположенного в центральной части Вены отеля «Захер», возле которого произошёл инцидент, повлекший за собой смерть Эрнста Кирхвегера, были размещены таблички в память об активисте.